# Bithynia pauli
Bithynia pauli es una especie de molusco gasterópodo de la familia Hydrobiidae.

## Distribución geográfica
Es endémica del noreste de Mallorca (España).  